# Forst (Forst)
Forst ist eine Gemarkung und war ein Gemeindeteil von Wessobrunn im oberbayerischen Landkreis Weilheim-Schongau. Der Gemeindeteil ist nicht identisch mit dem heutigen Gemeindeteil Forst.
Die Gemarkung liegt vollständig innerhalb der Gemeinde Wessobrunn. Auf ihr liegen die Orte der ehemaligen Gemeinde Forst.

## Geschichte
Forst gehörte zur Riederschaft Forst der Klosterhofmark Wessobrunn. Im Jahr 1761 werden zwei Viertelhöfe genannt, die dem Kloster Wessobrunn grundbar waren, die Hohe Gerichtsbarkeit lag beim Landgericht Landsberg. Mit dem Gemeindeedikt von 1818 wurde die Gemeinde Forst  im Landgericht Weilheim in Oberbayern gegründet, dessen Ortschaft die Einöde Forst war. Am 1. Mai 1978 kam Forst durch Eingemeindung zu Wessobrunn. Im April 2010 wurde der Gemeindeteil auf die beiden Gemeindeteile Oberforst und Unterforst aufgeteilt. Mit Bescheid des Landratsamts Weilheim vom 28. April 2010 wurde der Gemeindeteilname Forst aufgehoben und die beiden Gemeindeteilnamen Oberforst und Unterforst erteilt.
Ehemalige Gemeinde
Aus dem Steuerdistrikt Forst entstand die Gemeinde Forst. 1861 hatte die Gemeinde des Landgerichts Weilheim 50 Orte und 596 Einwohner. Der bevölkerungsstärkste Ort der Gemeinde war damals Schlitten mit 54 Einwohnern, in der Einöde Forst lebten 14 Personen. 1970 bestand die Gemeinde aus den 44 Gemeindeteilen Altkreut, Anger,  Bayerstadl, Bichl, Blaik, Burgstall, Eck, Edenhof,  Feistenau, Feuchten, Forst, Geiger, Gmain, Grabhof, Guggenberg, Hagenlehen, Hof, Holzlehen, Hub, Kaltenbrunn, Kronholz, Leithen, Linden, Mandlhof, Metzgengasse, Moos, Moosmühle, Paterzell, Pentscher, Pürschlehen, Puitl, Rechthal, Reiserlehen, Rohrmoos, Sankt Leonhard i.Forst, Schlittbach, Schlitten, Schönwag, Schwabhof, Schwelken, Schwiegle, Streberg, Templhof und Wolfhof und hatte 1961 eine Fläche von 2844,74 Hektar.  Die Gemeinde Forst wurde im Zuge der Gebietsreform in Bayern am 1. Mai 1978 nach Wessobrunn eingemeindet. Den maximalen Bevölkerungsstand hatte die Gemeinde im Jahr 1946 mit 1181 Einwohnern.